# Antocha (Antocha) emarginata
Antocha (Antocha) emarginata is een tweevleugelige uit de familie steltmuggen (Limoniidae). De soort komt voor in het Palearctisch gebied.